# Bouladuff
Bouladuff är en ort i republiken Irland.   Den ligger i provinsen Munster, i den centrala delen av landet, 130 km sydväst om huvudstaden Dublin. Bouladuff ligger 99 meter över havet och antalet invånare är 409.
Terrängen runt Bouladuff är platt österut, men västerut är den kuperad.Runt Bouladuff är det ganska glesbefolkat, med 42 invånare per kvadratkilometer. Närmaste större samhälle är Thurles, 8,0 km sydost om Bouladuff. Trakten runt Bouladuff består i huvudsak av gräsmarker.